# وورهیز (حوزه سرشماری)، نیوجرسی
وورهیز (به انگلیسی: Voorhees) یک منطقهٔ مسکونی در ایالات متحده آمریکا است که در Franklin Township واقع شده‌است. وورهیز ۱٫۸۶۰ کیلومتر مربع مساحت و ۹۷۶ نفر جمعیت دارد و ۳۸ متر بالاتر از سطح دریا واقع شده‌است.